# E675
E675 eller Europaväg 675 är en 55 km lång europaväg som går från Agigea i Rumänien till gränsen Rumänien-Bulgarien vid Negru Vodă, men inte in i Bulgarien.

## Sträckning
Agigea (utanför Constanța) - Negru Vodă/Kardam (vid gränsen Rumänien-Bulgarien)
Den gick tidigare från Constanța men sträckan Constanța-Agigea (5 km lång) beslutades strykas 2004. 

## Anslutningar till andra europavägar
- E87